# العلاقات الجنوب سودانية الفيجية
العلاقات الجنوب سودانية الفيجية هي العلاقات الثنائية التي تجمع بين جنوب السودان وفيجي.

## مقارنة بين البلدين
هذه مقارنة عامة ومرجعية للدولتين:
| وجه المقارنة                                              | جنوب السودان                  | فيجي                                                                 |
| --------------------------------------------------------- | ----------------------------- | -------------------------------------------------------------------- |
| المساحة (كم2)                                             | 619.75 ألف                    | 18.27 ألف                                                            |
| عدد السكان (نسمة)                                         | 12.58 مليون                   | 915.30 ألف                                                           |
| الكثافة السكانية (ن./كم²)                                 | 20.3                          | 50.1                                                                 |
| العاصمة                                                   | جوبا                          | سوفا                                                                 |
| اللغة الرسمية                                             | لغة إنجليزية                  | لغة إنجليزية، اللغة الفيجية، اللغة الفيجي الهندية، اللغة الهندستانية |
| العملة                                                    | جنيه جنوب سوداني، جنيه سوداني | دولار فيجي                                                           |
| الناتج المحلي الإجمالي (بليون دولار)                      | 2.90 مليار                    | 5.06 مليار                                                           |
| الناتج المحلي الإجمالي (تعادل القوة الشرائية) بليون دولار | 22.88 مليار                   | 8.32 مليار                                                           |
| الناتج المحلي الإجمالي الاسمي للفرد دولار أمريكي          | 73                            | 4.96 ألف                                                             |
| الناتج المحلي الإجمالي للفرد دولار أمريكي                 | 2.02 ألف                      | 8.79 ألف                                                             |
| مؤشر التنمية البشرية                                      | 0.467                         | 0.727                                                                |
| رمز المكالمات الدولي                                      | +211                          | +679                                                                 |
| رمز الإنترنت                                              | .ss                           | .fj                                                                  |
| المنطقة الزمنية                                           | ت ع م+03:00                   | ت ع م+12:00                                                          |

## منظمات دولية مشتركة
يشترك البلدان في عضوية مجموعة من المنظمات الدولية، منها:
| علم المنظمة | اسم المنظمة                               | تاريخ انضمام جنوب السودان | تاريخ انضمام فيجي |
| ----------- | ----------------------------------------- | ------------------------- | ----------------- |
|             | الاتحاد البريدي العالمي                   | ?                         | ?                 |
|             | يونسكو                                    | 27 أكتوبر 2011            | 14 يوليو 1983     |
|             | البنك الدولي للإنشاء والتعمير             | 18 أبريل 2012             | 28 مايو 1971      |
|             | وكالة ضمان الاستثمار متعدد الأطراف        | 18 أبريل 2012             | 24 سبتمبر 1990    |
|             | الاتحاد الدولي للاتصالات                  | 3 أكتوبر 2011             | 5 مايو 1971       |
|             | مؤسسة التمويل الدولية                     | 18 أبريل 2012             | 12 يوليو 1979     |
|             | منظمة الشرطة الجنائية الدولية             | ?                         | ?                 |
|             | الأمم المتحدة                             | 14 يوليو 2011             | 13 أكتوبر 1970    |
|             | مؤسسة التنمية الدولية                     | 18 أبريل 2012             | 29 سبتمبر 1972    |
|             | المركز الدولي لتسوية المنازعات الاستشارية | 18 مايو 2012              | 10 سبتمبر 1977    |

## وصلات خارجية
- موقع وزارة الخارجية الجنوب سودانية
- موقع وزارة الخارجية الفيجية